# Páginas sueltas (serie de televisión)
Páginas sueltas fue una serie de televisión original de Ricardo López Aranda emitida por la segunda cadena de Televisión Española, en 13 episodios, del 13 de octubre al 22 de diciembre de 1970.

## Episodios
- Llegar a la cumbre (6 de octubre de 1970). Realización: Federico Ruiz. Reparto: Luisa Sala, Fernando Delgado, Irene Morales
- Páginas sueltas (13 de octubre de 1970). Reparto: Enriqueta Carballeira, Antonio Cerro y Nicolás Dueñas
- El club de los corazones antiguos (20 de octubre de 1970). Reparto: Isabel Pallarés, Magda Roger, Valentín Tornos y Asunción Villamil
- La noria de los sueños ( 27 de octubre de 1970). Reparto: Mary Delgado, Sancho Gracia, María Massip, Joaquín Pamplona, Silvia Tortosa
- Lucharé por tí (3 de noviembre de 1970). Dirección: Luis Calvo Texeira. Reparto: Pedro Sempson, Amparo Valle
- A todas o a ninguna (10 de noviembre de 1970). Reparto: Mari Paz Ballesteros y Juan Diego
- Un imposible futuro (17 de noviembre de 1970). Dirección: Luis S. Enciso. Reparto: Modesto Blanch, Mary Delgado, Josefina de la Torre y José Orjas
- El último encuentro (24 de noviembre de 1970). Reparto: Roberto Caballero, María del Puy y Antonio Iranzo
- Póquer de viudos (1 de diciembre de 1970). Realizada por Luis Calvo Texeira. Reparto: Maite Blasco, Emilio Laguna y Mercedes Prendes
- Soledad en inverno (8 de diciembre de 1970). Dirección Luis S. Enciso.
- Cada cual a su gusto (15 de diciembre de 1970). Dirigida por Josefina Molina
- Cuando la nieve se incendia (22 de diciembre de 1970). Realización: José Zamit. Reparto: Ana Arco, Lola Lemos, José Orjas, Sergio Mendizábal, Mary González y Salvador Orjas[1]
- Estambul (29 de diciembre de 1970)

## Premios
En 1971 Ricardo López Aranda obtuvo el premio Quijote de Oro otorgado por la Asociación de Críticos de TV por los guiones de la serie. 